# Gewone druppelkorst
Gewone druppelkorst (Fellhanera viridisorediata) is een korstmos behorend tot de familie Pilocarpaceae. Hij komt voor op bomen en op hout. Hij leeft in symbiose een chlorococcoïde alg.

## Determinatie
Gewone druppelkorst is een korstvormig korstmos met een dun, minutieus korrelig, grijsbruin tot groenachtig thallus dat is bedekt met sorediën en soralen. De kleur is heldergroen als het vochtig is, grijsgroen bij droogte. Apotheciën zijn schaars aanwezig, donkerbruin, plat, licht convex en meten 0,2–0,7 mm in diameter. Het heeft geen kenmerkende kleurreacties (K-, C-, KC-, P- UV-). Pycnidiën zijn zelden aanwezig.
De ascosporen zijn breed ellipsoïde, met afgerond toppen, bedekt met een geleiachtige laag, (0)–1-septaat en meten 14–17 × 3,5–5,5 µm. Het hymenium is kleurloos en 40–80 µm hoog. De parafysen zijn 1,5 µm dik. Conidia meten 3–4 × 1,3–1,5 µm

## Verspreiding
In Nederland is gewone druppelkorst vrij algemeen. Hij staat niet op de rode lijst en is niet bedreigd.